# 弗朗卡斯泰勒
弗朗卡斯泰勒（法語：Francastel，法語發音：[fʁɑ̃kastɛl]）是法国瓦兹省的一个市镇，属于博韦区。

## 地理
弗朗卡斯泰勒（49°35'21"N, 2°8'58"E）面积12.58 平方千米，位于法国上法蘭西大區瓦兹省，该省份为法国北部内陆省份，北起索姆省，西接厄尔省和滨海塞纳省，南至塞纳-马恩省和瓦兹河谷省，东临埃纳省。
与弗朗卡斯泰勒接壤的市镇（或旧市镇、城区）包括：欧希拉蒙塔涅、大克雷沃克尔、多梅利耶、拉绍塞迪布瓦代屈、吕希、乌尔塞勒迈松、皮拉瓦莱、罗唐日、勒索尔舒瓦、维耶夫维莱尔。
弗朗卡斯泰勒的时区为UTC+01:00、UTC+02:00（夏令时）。

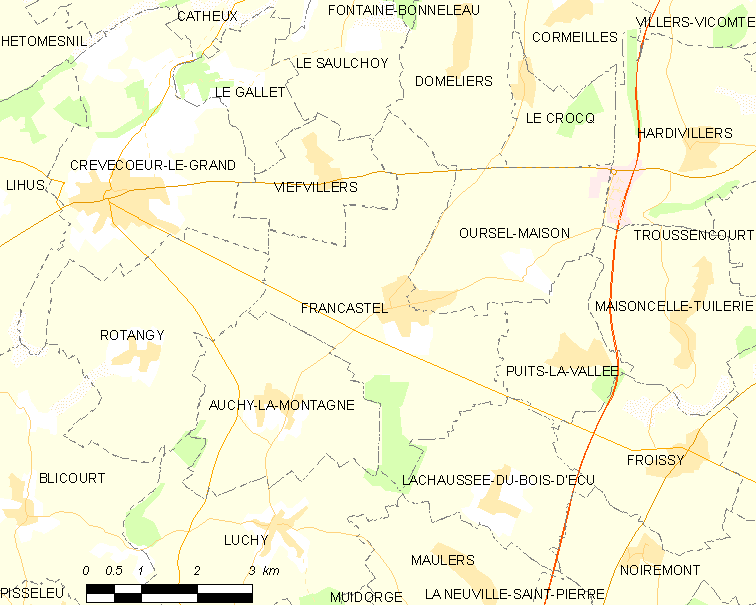
弗朗卡斯泰勒的OSM定位图

## 行政
弗朗卡斯泰勒的邮政编码为60480，INSEE市镇编码为60253。

## 政治
弗朗卡斯泰勒所属的省级选区为圣瑞斯特昂绍塞县。

## 人口

1962-2008年间弗朗卡斯泰勒人口变化图示

弗朗卡斯泰勒于2022年1月1日时的人口数量为499人。